# ファンタスティック・ビーストシリーズ
「ファンタスティック・ビースト」（Fantastic Beasts）は、J・K・ローリング原作の映画「ハリー・ポッター」シリーズのスピンオフであり、「魔法ワールド」の映画シリーズ。『ファンタスティック・ビーストと魔法使いの旅』（2016年）、『ファンタスティック・ビーストと黒い魔法使いの誕生』（2018年）、『ファンタスティック・ビーストとダンブルドアの秘密』（2022年）が公開されており、全5作が製作予定である。
『ハリー・ポッター』シリーズの舞台であるホグワーツ魔法魔術学校の指定教科書で、「魔法生物飼育学」の授業に使われる「幻の動物とその生息地（Fantastic Beasts and Where to Find Them）」の著者として設定されているニュート・スキャマンダーを主役に据えている。

## 概要
2013年9月に『ハリー・ポッター』シリーズの新作として映画化が発表された。当初は3部作とされていたが、2016年10月にローリングはこのシリーズが5本の映画から構成されることになると述べた。『ハリー・ポッターと賢者の石』の70年前を舞台に、ホグワーツ魔法魔術学校指定教科書「幻の動物とその生息地」の著者であるニュート・スキャマンダーを主人公に据えたスピンオフ作品である。各作品ごとに異なる都市が舞台となる。
第3作目である『ファンタスティック・ビーストとダンブルドアの秘密』公開後、監督を務めたデヴィッド・イェーツは、4作目についての話し合いは行われていないことを明かし、シリーズの制作がストップしている状態だと語った。

## 一覧
| タイトル                                                                                     | 公開日                        | 監督                 | 脚本                                      | 製作                                                                                |
| -------------------------------------------------------------------------------------------- | ----------------------------- | -------------------- | ----------------------------------------- | ----------------------------------------------------------------------------------- |
| ファンタスティック・ビーストと魔法使いの旅 Fantastic Beasts and Where to Find Them           | 2016年11月18日 2016年11月23日 | デヴィッド・イェーツ | J・K・ローリング                          | デヴィッド・ハイマン J・K・ローリング スティーヴ・クローヴス ライオネル・ウィグラム |
| ファンタスティック・ビーストと黒い魔法使いの誕生 Fantastic Beasts: The Crimes of Grindelwald | 2018年11月16日 2018年11月23日 | デヴィッド・イェーツ | J・K・ローリング                          | デヴィッド・ハイマン J・K・ローリング スティーヴ・クローヴス ライオネル・ウィグラム |
| ファンタスティック・ビーストとダンブルドアの秘密 Fantastic Beasts: The Secrets of Dumbledore | 2022年4月15日 2022年4月8日    | デヴィッド・イェーツ | J・K・ローリング / スティーブ・クローブス | デヴィッド・ハイマン J・K・ローリング スティーヴ・クローヴス ライオネル・ウィグラム |

## キャスト

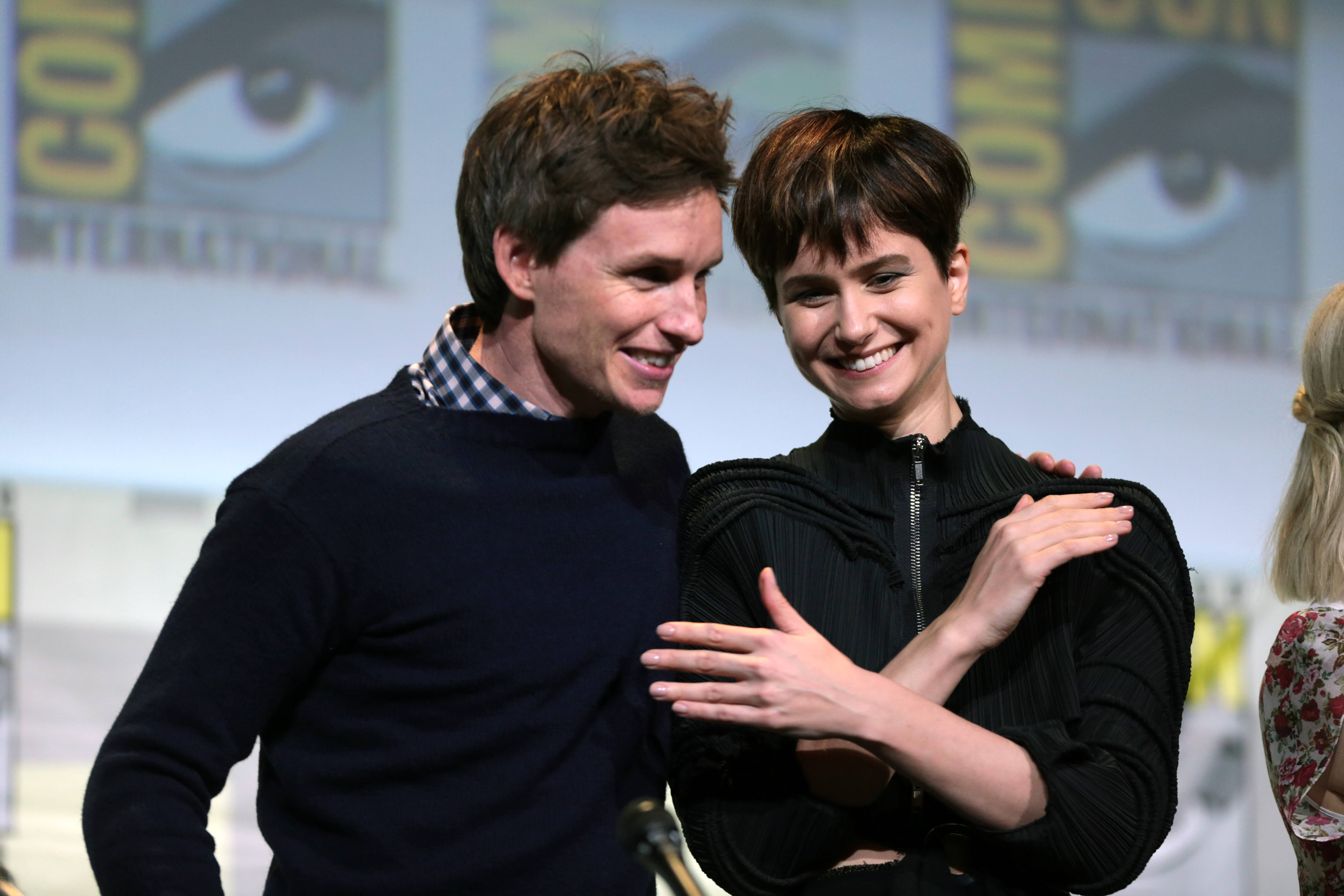
エディ・レッドメインとキャサリン・ウォーターストン（2016年、コミコン・インターナショナルにて）

- ニュート・スキャマンダー - エディ・レッドメイン
- ポーペンティナ・ゴールドスタイン - キャサリン・ウォーターストン
- ジェイコブ・コワルスキー - ダン・フォグラー
- クイニー・ゴールドスタイン - アリソン・スドル
- パーシバル・グレイブス - コリン・ファレル
- クリーデンス・ベアボーン - エズラ・ミラー
- セラフィーナ・ピッカリー - カルメン・イジョゴ
- リタ・レストレンジ - ゾーイ・クラヴィッツ
- テセウス・スキャマンダー - カラム・ターナー
- ナギニ - クローディア・キム
- ユスフ・カーマ - ウィリアム・ナディラム（フランス語版）
- ニコラス・フラメル - ブロンティス・ホドロフスキー（英語版）
- アルバス・ダンブルドア - ジュード・ロウ
- ゲラート・グリンデルバルド - ジョニー・デップ、マッツ・ミケルセン